# 盧庫盧

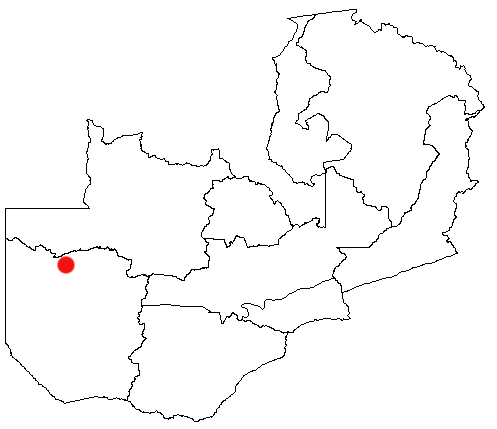

盧庫盧（英語：Lukulu），是贊比亞的城鎮，位於該國西部，由西方省負責管轄，是盧庫盧縣的首府，處於贊比西河畔，主要經濟活動是捕魚業，海拔高度1,034米。